# Storofficer
Storofficer eller storkomtur betegner almindeligvis det næsthøjeste trin inden for en ridderorden. Det gælder især fortjenstordener med fem trin, som har Æreslegionens grader som forbillede. Dekorationen kaldes nogle gange et storofficerskors. I Dannebrogordenen kaldes dette trin Kommandør af 1. grad.
Betegnelsen stammer fra fransk ordensvæsen, hvor Æreslegionens fem trin blev en model for mange moderne fortjenstordener:
- Storkors (grand-croix)
- Storofficer (grand-officier)
- Kommandør (commandeur)
- Officer (officier)
- Ridder (chevalier)